# Йохан Франц фон Йотинген-Шпилберг
Йохан Франц фон Йотинген-Шпилберг (на немски: Johann Franz von Oettingen zu Spielberg; 13 юни 1631, Йотинген или Валерщайн; † 21 ноември или 25 ноември 1665, Йотинген) е граф на Йотинген-Шпилберг (близо до Гунценхаузен в Средна Франкония), Бавария.

## Произход
Той е единственият син на граф Йохан Албрехт фон Йотинген-Шпилберг (1591 – 1632) и втората му съпруга графиня Мария Гертруд фон Папенхайм-Тройхлинген (1599 – 1675), дъщеря на маршал Файт (Витус) фон Папенхайм (1535 – 1600) и втората му съпруга фрайин Мария Салома фон Прайзинг († 1648).
Той умира на 21 или 25 ноември 1665 г. в Йотинген на 34 години и е погребан там на 25 ноември 1665 г.

## Фамилия
Йохан Франц се жени на 11 февруари 1654 г. в Танценберг, Ст. Файт ан дер Глан в Каринтия, Австрия, за графиня Лудовика Розалия Анна Хенрика фон Атемс-Танценберг (* 1630, Райхенбург, Швейцария; † 1 юни 1709, Йотинген, Бавария), дъщеря на имперски граф Йохан Якоб фон Атемс, фрайхер цу Хайлигенкройц (1598 – 1670) и втората му съпруга графиня Юдит Мария фон Татенбах-Рейнщайн (1605 – 1672). Те имат девет деца:
- Йохан Себастиан (20 януари 1655 – 13 септември 1675, убит в Баден-Баден)
- Йохан Вилхелм (23 декември 1655 – 10 август 1685), женен на 29 април 1685 г. във Валерщайн за графиня Мария Анна Тереза фон Йотинген-Валерщайн (24 август 1662 – 28 юни 1695)
- Мария Салома (*/† 6 ноември 1656)
- Йохан Христоф (13 септември 1657 във Валерщайн – 24 февруари 1658 във Валерщайн)

- Анна Христина (4 август 1659 – 26 март 1665)
- Йохан Леополд (29 август 1660 – 30 август 1660)
- Франц Албрехт (10 ноември 1663, Йотинген – 3 февруари 1737, Йотинген), граф на Йотинген-Шпилберг, 1734 г. 1. княз на Йотинген-Шпилберг, женен на 26 юни 1689 г. в Йотинген за фрайин Йохана Маргарета фон Швенди (27 юни 1672 – 25 април 1727, Йотинген), наследничка на Швенди и Ахщетен
- Волф Адам (края на 24 януари 1664 – 9 юли 1665)
- Йохан Христоф (24 януари 1666 – 25 януари 1666)